# Збогом лажне љубави
Збогом лажне љубави је први албум Јована Перишића. Издат је 1997. године за продукцију Лазаревић Продуктион.